# Jacek Tomasz Lewinson

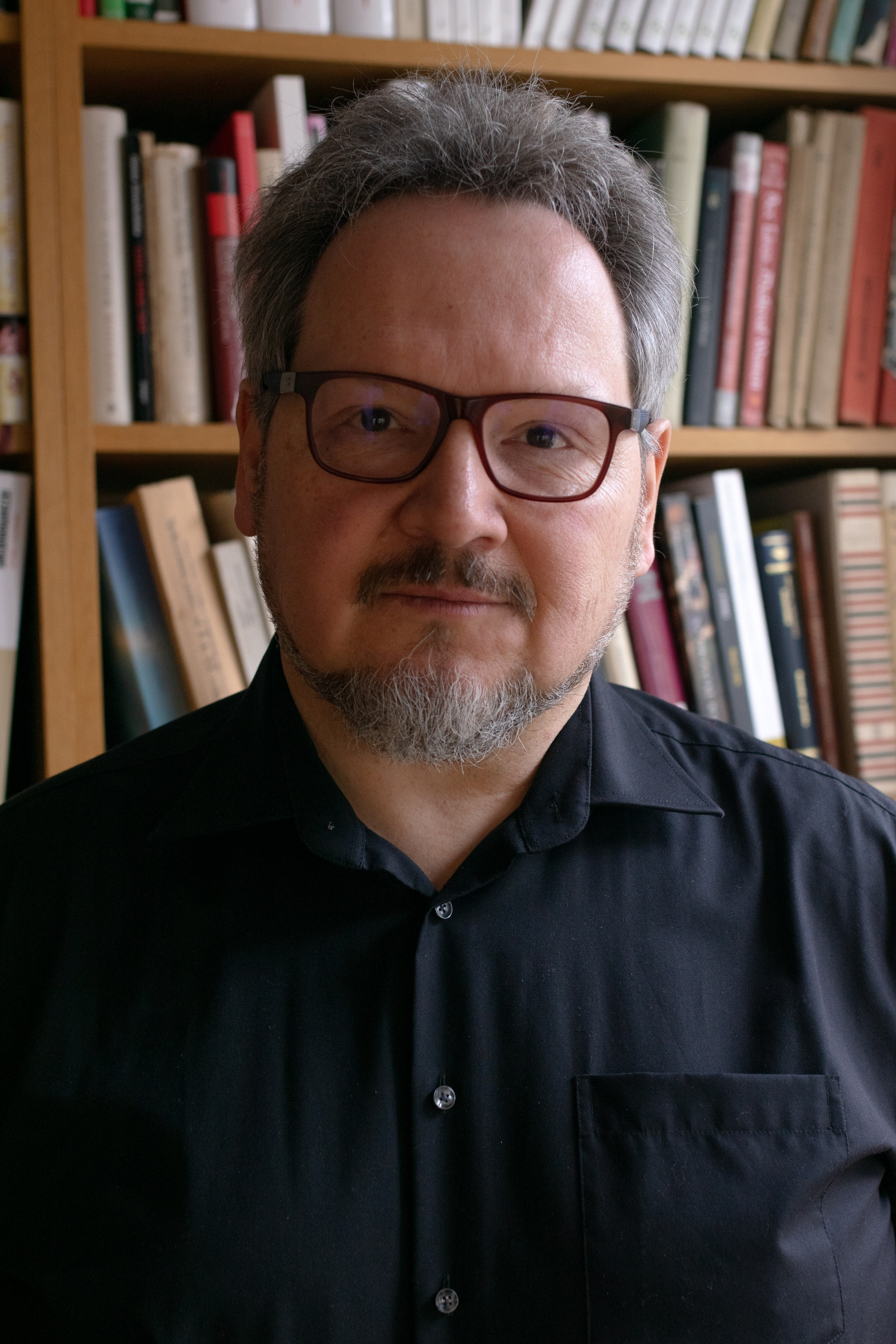
Jacek Tomasz Lewinson

Jacek Tomasz Lewinson (ur. 9 grudnia 1968 roku w Warszawie) – księgarz, leksykograf, historyk seksualności.
Uczęszczał do już nieistniejącego LIII Liceum Ogólnokształcącego pw. św. Augustyna w Warszawie. Studiował na Wydziale Polonistyki Uniwersytetu Warszawskiego. Pracę magisterską obronił w 1995 roku. W zmienionej formie praca ta została wydana w formie książkowej („Słownik seksualizmów polskich”). W latach 1989-1991 był związany ze Staromiejskim Domem Kultury, gdzie pracował jako instruktor literacki. W latach 1990-1991 był redaktorem naczelnym pisma literackiego “Krzywe koło literatury”. 

## Życiorys
Od 1990 roku prowadził księgarnię “Pod krokodylem” mieszczącą się w Warszawie przy Rynku Starego Miasta. Była to pierwsza w Polsce prywatna księgarnia oferująca beletrystykę w językach angielskim i niemieckim. Po zamknięciu lokalu współzałożył firmę księgarską DHW “Co-Liber”, która prowadziła między innymi Księgarnię Wydawnictw Obcojęzycznych “Co-Liber” na placu Bankowym 4 w Warszawie.
Od 2002 do 2006 roku pracował w Oxford University Press jak przedstawiciel handlowy, a następnie założył agencję reprezentującą wydawców zachodnich w Europie Środkowo-Wschodniej. Agencja oferuje profesjonale doradztwo oraz usługi promocyjne  oraz pomoc w dystrybucji książek, czasopism naukowych, baz danych oraz oprogramowania do korekty tekstów.

## Publikacje/Twórczość:
1999 – Słownik seksualizmów polskich | Książka i Wiedza
2000 – The Polish Export-Import Book Trade Directory / Import I eksport publikacji w Polsce | Biblioteka Analiz
2003 – Wielki słownik ortograficzny PWN z zasadami pisowni I interpunkcji (członek zespołu) | PWN
2024 – Angielsko-polski słownik seksualizmów. Katalog propozycji | krainaksiazek.pl
1990-2006 – liczne artykuły z zakresu teorii I historii literatury, lingwistyki, oraz księgarstwa
publikowane w Krzywym Kole Literatury, Nowym Medyku, Gazecie Wyborczej, Megaronie, Notesie Wydawniczym itd. 

## Nagrody:
Książka roku 1999 (‘Literatura na Świecie’ za ‘Słownik seksualizmów polskich’)
Machiner’99 za książkę roku 1999 (‘Machina’ za ‘Słownik seksualizmów polskich’)

## Linki:
https://www.researchgate.net/profile/Jacek-Lewinson